# Четвёртый автобусный парк (Санкт-Петербург)
Четвёртый автобусный парк — утраченное здание в стиле советского модернизма. Было расположено в Василеостровском районе Санкт-Петербурга по адресу Наличная улица, 24, Малый проспект Васильевского острова, 81.
Здание на 500 крупногабаритных автобусов было построено в 1959—1962 годах на месте свиносовхоза «Василеостровец» по проекту Эммануила Хевелёва. Оно было первым автобусным парком, перекрытым бетонными оболочками (40х40 метров; ещё в парке № 3 того же архитектора использовались металлические конструкции, требовавшие большого количества промежуточных опор и потому плохо подходившие для гаражей крупногабаритного транспорта). Кроме высокой функциональности, здание было уникально выразительностью архитектурного облика, демонстрируя возможность гаражей играть ту же роль, что играют иные общественные здания. В постройке чередовались пологие арки и «портики» под скатной кровлей, согласно Броновицкой и Малинину, здание было одним из предвестников постмодернизма.
В 2005 году (указываются также 2006 и 2007 годы) здание снесли для создания «научно-лабораторного комплекса с факультетом повышения квалификации и общежитием для студентов». В 2014 году Горный институт начал сдавать в эксплуатацию построенные на месте автопарка здания коммерческого жилого комплекса «элит-класса» «Васильевский квартал».